# Djamel Ibouzidène
Djamel Ibouzidène (sinh ngày 20 tháng 1 năm 1994) là một cầu thủ bóng đá người Algérie thi đấu cho ES Sétif ở Giải bóng đá hạng nhất quốc gia Algérie.
Ngày 3 tháng 3 năm 2017, Ibouzidène ra mắt cho ES Sétif, vào sân từ ghế dự bị ở hiệp hai trong trận đấu tại giải vô địch trước RC Relizane.

## Danh hiệu
ES Sétif
- Giải bóng đá hạng nhất quốc gia Algérie (1): 2016–17